# Gynoplistia (Gynoplistia) notata
Gynoplistia (Gynoplistia) notata is een tweevleugelige uit de familie steltmuggen (Limoniidae). De soort komt voor in het Australaziatisch gebied.